# Distrito de Siang oriental
Siang oriental (en panyabí; ضلع چڑھدا سیانگ) es un distrito de India en el estado de Arunachal Pradesh. Código ISO: IN.AR.ES.
Comprende una superficie de 4 005 km².
El centro administrativo es la ciudad de Pasighat.

## Demografía
Según censo 2011 contaba con una población total de 99 019 habitantes.